# Juin 1945 (guerre mondiale)
Chronologie de la Seconde Guerre mondiale
Mai 1945 - Juin 1945 - Juillet 1945

## Événements
- 1er juin :
  - 521 B-29 et 148 P-51 menèrent un raid diurne contre Osaka. En route vers la ville, les P-51 traversèrent d'épais nuages et 27 chasseurs furent détruits lors de collisions. Néanmoins, 458 B-29 et 27 P-51 arrivèrent au-dessus de la ville et le bombardement tua 3 960 personnes et détruisit 8,2 km2. D’après Hideki Yukawa, les incendies d'Osaka causés par le bombardement étaient visibles depuis Kyoto
  - Les troupes britanniques qui avaient reçu le 28 mai, près de Linz, la reddition du 15e corps SS de cavalerie cosaque, commencent le rapatriement forcé des cosaques et de leurs familles vers Judenburg dans la zone d'occupation soviétique. Plus de 40 000 Cosaques (y compris des femmes et des enfants) sont déportés par wagons à bestiaux vers l’Union soviétique. Une mutinerie éclate et l’armée britannique massacre près de 700 Cosaques, y compris femmes et enfants. Ce drame est connu sous le nom de « Tragédie de la Drau » ou « Massacre des Cosaques de Lienz ». Un mémorial des Cosaques massacrés par l'armée britannique se trouve au lieu-dit Peggetz. Les hommes de troupe et les civils, condamnés à huit ans de travaux forcés, seront dispersés dans les camps du Goulag. Les officiers seront tous exécutés.

- 3 juin :
  - Opération Kikusui IX : elle a lieu du 3 au 7 juin, dans les eaux d'Okinawa. Elle met en œuvre 367 avions dont 23 kamikazes de la Marine et 71 avions dont 31 kamikazes de l'Armée. Des dommages seront causés à 1 porte-avions, 1 porte-avions d'escorte et 1 croiseur lourd.
  - Les corps d'Eva Braun et d'Adolf Hitler sont à nouveau inhumés à Rathenow par le SMERSH.

- 4 juin :
  - Débarquement sur la côte est, au nord de la péninsule d'Oroku, des 4e et 29e régiments de la 6e division des Marines, qui lancent un assaut amphibie sur la péninsule. L'aérodrome de Naha est rapidement pris, mais les 9000 marins de l'amiral Minoru Ōta opposent une solide résistance dans les grottes et les replis de terrain de la péninsule d'Oroku.

- 5 juin :
  - 473 B-29 attaquèrent Kobe de jour, larguèrent plus de 3 000 tonnes de bombes incendiaires et détruisirent 11,3 km2 au prix de 11 bombardiers abattus.
  - Lors du troisième jour de l'opération Kikusui IX, des avions kamikazes endommagent dans les eaux d'Okinawa, le cuirassé USS Mississippi et le croiseur lourd USS Louisville. Dans la même journée, un typhon s'abat sur la Troisième flotte américaine et endommage, plus ou moins sévèrement, 8 porte-avions, 4 cuirassés, 3 croiseurs lourds, 4 croiseurs légers, 14 destroyers, deux pétroliers, et un navire de transport.
  - Création du conseil de contrôle interallié, pour administrer le Reich occupé.

- 7 juin :
  - Okinawa : la 1re division des Marines se dirige vers le sud, atteignant les faubourgs d'Itoman dans la soirée.
  - Une formation de 409 B-29 bombarda pour la seconde fois Osaka; les Américains ne perdirent aucun appareil et 5,7 km2 furent rasés.
  - Exécution d'Oskar Dirlewanger au camp de prisonniers d'Altshausen. Cet officier SS a été l'un des principaux animateurs de la lutte contre les partisans en Union soviétique.

- 8 juin :
  - Okinawa : les Marines se heurtent à un nouveau complexe défensif japonais ; les combats sont extrêmement violents. Dès lors, les Américains font sauter tous les blockhaus et toutes les entrées de grotte, emmurant ainsi les Japonais.
  - Le sous-marin britannique HMS Trenchant (P331) attaque dans le détroit de Bangka, le croiseur lourd japonais Ashigara. Il l'atteint de cinq torpilles et le coule. Le croiseur, en provenance de Batavia transportait 1 600 soldats de du matériel militaire.

- 9 juin :
  - Okinawa : La 6e division des Marines encerclent totalement les troupes japonaises repliées dans la péninsule d'Oroku.
  - Japon : Deux groupes de B-29 bombardèrent une usine aéronautique à Narao et deux autres formations attaquèrent une usine à Atsuta-ku ; les deux installations furent gravement endommagées. Un groupe de B-29 tenta également de bombarder une usine Kawasaki à Akashi mais les bombes tombèrent accidentellement sur un village à proximité.
  - Union soviétique : Par décision du Præsidium du Soviet suprême, trois médailles sont instituées, pour récompenser les soldats de l'Armée rouge engagées à Belgrade, Varsovie, à Budapest, à Prague et à Berlin : une pour les soldats engagés à Belgrade, une deuxième pour ceux engagés à Varsovie, une troisième pour les soldats engagés à Budapest et une quatrième pour ceux engagés à Prague ; une cinquième récompense les soldats ayant participé à la bataille de Berlin.
  - Allemagne : mise en place officielle de la zone d'occupation soviétique en Allemagne.

- 10 juin :
  - Indes néerlandaises : Début de l'Opération Oboe Six: cette opération est aussi connue sous le nom de" Bataille du Bornéo du Nord". Elle se déroule au cours de la Seconde Guerre mondiale entre les forces alliées et japonaises entre le 10 juin et le 15 août 1945 dans le Bornéo du Nord (plus tard connu comme Sabah). Elle s’inscrit dans la campagne de Bornéo lors de la guerre du Pacifique. La bataille implique une série de débarquements amphibies dans la baie de Brunei menés par les forces australiennes. Un total de 29 361 hommes est attaché à l'opération par les Alliés dont 14 079 hommes pour la 9e division d'infanterie australienne, 3 726 hommes pour le 1er corps d'armée australien, 4 730 hommes de troupes néerlandaises, 5 729 hommes pour le personnel de la Force aérienne royale australienne et 1 097 soldats américains et britanniques. Cette force est composée essentiellement des forces terrestres de la 9e division australienne, sous le commandement du major-général George Wootten, et constituée de la 24e brigade et de la 20e brigade d'infanterie, ainsi que par le support naval de l’US Navy et de la Royal Australian Navy et le soutien aérien de l’United States Army Air Forces, de l’United States Marine Corps et des éléments de l'Australian First Tactical Air Force de la Force aérienne royale australienne[1],[2]. Deux unités de l'US Army, le 727e bataillon de tracteur amphibie qui emploie des LVTs et le 593 rd Engineer Boat and Shore Regiment, sont également attachés aux forces australiennes.

De concert au débarquement allié à Brunei, un débarquement à Labuan a lieu.La Bataille de Labuan oppose les forces australiennes et japonaises durant la campagne de Bornéo lors de la Seconde Guerre mondiale. Elle se déroule du 10 au 21 juin 1945 sur l’île de Labuan et s’inscrit dans le cadre de l'invasion australienne du Nord de Bornéo. Engagée sur l'initiative des forces alliées, elle a pour but de prendre le contrôle de la baie de Brunei, base de soutien stratégique pour de futures offensives sur l'île de Bornéo.
Après plusieurs semaines d'attaques aériennes et un court bombardement naval, des soldats de la 24e brigade australienne débarquent depuis des navires américains et australiens sur Labuan le 10 juin. Les Australiens s'emparent rapidement du port de l'île et de l'aérodrome principal.
- - Japon: Des bombardiers B-29 escortés par 107 P-51 détruisirent six usines dans la région de la baie de Tokyo.
  - Accords entre la Yougoslavie et les Alliés sur Trieste. Selon l'accord signé à Duino le 10 juin, le XIIIe corps britannique se déploya à l'Ouest d'une ligne de démarcation appelée « ligne Morgan (en) ». Les soldats yougoslaves se retirèrent à l'Est de cette ligne le 12 juin.

- 12 juin :
  - Okinawa: A 5h du matin les bataillons 1/7 (lieutenant-colonel John J. Gormley) et 2/7 (lieutenant-colonel Spencer S. Berger) de la 1re division des marines occupent l'extrémité ouest de la crête Kunishi Ridge; mais doivent faire face le restant de la journée à des contre-attaques et au pilonnage de l'artillerie japonaise,occasionnant de nombreuses pertes américaines.
  - Philippines : Fin de la Bataille des Visayas qui s'inscrit dans la libération des Philippines durant la Seconde Guerre mondiale. Elle visa à la reconquête par les troupes américaines, soutenues par la guérilla philippine, des îles encore sous contrôle nippon au centre de l'archipel des Philippines : Panay, Negros, Cebu et Bohol . Elle aura duré du 18 mars 1945 au 12 juin .La sécurisation chronologique des îles de Panay et Negros oriental ( Operation VICTOR I) a lieu du 18 mars au 4 juin. Ensuite l'Operation VICTOR II, qui du 26 mars au 12 juin, sécurise successivement les îles de Cebu, de Bohol, de Negros oriental . Les résistants philippins se chargeront après le 12 juin de harceler les troupes japonaises qui se seront retirées à l'intérieur des terres et qui se rendront lors de la Capitulation du Japon le 15 août 1945. Les pertes américaines sont de 842 morts et 2 989 blessés; celles des combattants de la guérilla philippine, sont inconnues. Les pertes japonaises sont d'environ 10 500 morts au combat; d'environ 4 000 morts de maladie,de malnutrition,d'épuisement. Seulement environ 500 soldats ont été faits prisonniers. Le jour de la capitulation, 16 500 soldats se rendirent.

- 13 juin :
  - Okinawa : La 6e division de Marines détruit les dernières poches de résistance japonaises dans la péninsule d' Oroku. Le quartier général de la Marine japonaise est investi .Le vice-amiral Minoru Ōta et 175 de ses officiers et marins se suicident par seppuku. 129 soldats sont faits prisonniers.
  - Bornéo : Baptisée Opération Oboe Six; la bataille du Bornéo du Nord fait partie de la deuxième phase des opérations alliées pour capturer l'île de Bornéo. Précédemment, en mai, une force de la taille d'une brigade a déjà débarqué à Tarakan. La ville de Brunéi est libérée par les troupes australiennes.

- 14 juin :
  - Okinawa: la 1re division des marines et la 96e division du 24e Corps se lancent à l’assaut des monts Yuza-Dake et Yaeju-Dake. Ce dernier est occupé par des unités de la 96e division. L' occupation des collines 153 et 115 par le 7e régiment de Marines (États-Unis) est renforcée.
  - Arrestation, à proximité de Hambourg, de Joachim von Ribbentrop, ministre allemand des affaires étrangères entre 1938 et le 30 avril 1945.

- 15 juin :
  - Okinawa : la 1re division des Marines qui occupe depuis le 12 août, l'ouest de "Kunishi Ridge" (la crête de Kunishi), n'arrive plus à progresser et subit de lourdes pertes. Elle reçoit le renfort du 8e régiment de Marines (États-Unis) de la 2e division des Marines.
  - Osaka fut bombardé pour la troisième fois dans le mois lorsque 444 B-29 larguèrent près de 3 000 tonnes de bombes incendiaires et détruisirent 4,9 km2 de la ville et 1,5 km2 d'Amagasaki à proximité. Cette attaque marqua la fin de la première phase de la campagne de bombardement des villes japonaises par le XXI Bomber Command. En mai et juin, les bombardiers avaient détruit la plus grande partie des six plus grandes villes du pays, tués entre 112 000 et 126 762 personnes et fait des millions de sans-abris. Les pertes américaines se limitèrent à la destruction de 136 B-29 lors de cette campagne.

- 16 juin :
  - Okinawa: Prise du mont Yusa ("Yusa-Dake") par des unités du 381e régiment d'infanterie du 24e corps, avec l'appui de blindés lance-flammes du 713th bataillon de chars lance-flammes rattaché à la 7th Infantry Division (États-Unis).
  - Dans les eaux d'Okinawa, l'opération "Kikusui" est lancée. Elle comprend 271 avions de la Marine japonaise dont 67 kamikazes. Elle dure jusqu'au 22 juin. le résultat est minime pour les japonais: un destroyer, l'USS Twiggs, coulé et des pertes de 152 morts et disparus parmi l'équipage. Parmi ceux-ci, il y avait le commandant du navire, le commodore George Philip Jr.; un porte-avions d'escorte endommagé
  - Fin de la présence des troupes françaises en Val d'Aoste.
  - Carolines: Bombardement naval de la base japonaise de Truk par une escadre britannique.

- 17 juin : Chine: le général Henry Harley Arnold, chef d'état-major de l'USAAF nomme le lieutenant-général George Edward Stratemeyer, commandant de la Fourteenth Air Force (14e Air Force) en remplacement du général Claire Lee Chennault.

- 18 juin :
  - Okinawa: alors qu'il inspectait les lignes du 8e régiment de Marines (États-Unis), le général Simon Bolivar Buckner, Jr., commandant de la 10e armée américaine, est grièvement blessé par des éclats d'obus. Il décédera peu de temps après, à l'hôpital de campagne. Il est remplacé, provisoirement jusqu'au 23 juin, par le général Roy Stanley Geiger, commandant du III Amphibious Corps (3e Corps amphibie) .
  - Grande-Bretagne: début de la démobilisation des troupes britanniques à Londres, à raison de 30 000 personnes par jour.

- 19 juin :
  - Okinawa : à la suite d' appels à la reddition lancés par des parachutages de tracts et par des haut-parleurs; pour la première fois 343 soldats japonais se rendent aux unités du 3e Corps amphibie. Le brigadier général Claudius Miller Easley, commandant adjoint de la 96e division d'infanterie, est tué par un tir de mitrailleuse sur la ligne de front.
  - Japon : Bombardement nocturne des B-29 sur Fukuoka, Shizuoka et Toyohashi.

- 20 juin :
  - débarquement du 2/13e bataillon d'infanterie de la 20e brigade de la 9e division d'infanterie (Australie) à Lutong au nord-ouest de Sarawak, sur l'île de Bornéo.
  - Les appareils du Task Group 12.4 de l'amiral Jennings, qui fait route pour rejoindre la Task Force 38, décollent des porte-avions USS Lexington, Hancock et Cowpens pour attaquer les positions japonaises de Wake.
  - Sur Okinawa, sur le flanc est du dispositif américain, le 32e régiment d'infanterie (États-Unis) de la 7th Infantry Division (États-Unis) atteint la cote 89, près de la colline de Mabuni, où la présence du quartier-général du général Mitsuru Ushijima a été repérée.

- 21 juin :
  - Bornéo : Sur l’île de Labuan, le dernier combat violent a lieu. Une force japonaise tente d'attaquer les positions alliées le 21 juin, mais elle est vaincue. Plus tard ce jour-là, les forces australiennes se lancent à l’assaut des positions japonaises. Les jours suivants, les patrouilles australiennes tuent ou capturent les troupes japonaises restantes sur l'île. Au total, 389 Japonais sont tués et onze sont faits prisonniers. Les Australiens comptent 34 tués et 93 blessés. L'île est considérée sécurisée.
  - Okinawa: Des officiers du 32e régiment de la 7e division d'infanterie US ont découvert,dans une caverne, près de la cote 89 qui avait été prise la veille, les corps du lieutenant-général Mitsuru Ushijima,commandant de la 32e armée (Japon) et de son chef d'état major le général de division Isamu Chō, qui se sont suicidés.
  - Indes néerlandaises: Fin de la Bataille de Tarakan (1945); l'île fut déclarée sécurisée par le commandement allié le 21 juin 1945, cependant des escarmouches intermittentes durèrent jusqu'à la mi-août 1945 et la fin de la guerre. Les pertes alliées furent d'environ 250 morts et 700 blessés; celles des japonais d'environ 1 500 morts et 250 prisonniers.

- 22 juin :
  - Fin des combats à Okinawa. Une cérémonie est organisée par les autorités américaines pour officialiser la fin des combats. Ceux-ci auront coûté les pertes suivantes : 12 500 morts et disparus, 35 500 blessés; parmi les alliés américains et britanniques. Côté japonais : 77 166 militaires tués ; 149 193 civils tués; 7401 prisonniers. Les pertes matérielles sont évaluées du côté alliés: 763 avions ;38 navires coulés; 368 endommagés ; 225 blindés. Du côté japonais: 7830 avions; 16 navires; 27 blindés; 743 pièces d'artillerie.
  - Japon : 382 B-29 attaquèrent six cibles à Kure, Kakamigahara, Himeji, Mizushima et Akashi dans le sud de l'île de Honshu. La plupart des installations ciblées furent sérieusement endommagées.
  - Bornéo : les troupes australiennes s'emparent de la ville de Lutong, localité la plus au nord-est sur la côte de Sarawak.
  - Chine : les troupes chinoises atteignent la périphérie de Liuzhou (province du Guangxi). Les troupes japonaises pratiquent la politique de "la terre brûlée" en se retirant.

- 23 juin :
  - Okinawa : le général Joseph Stilwell remplace le général Roy Stanley Geiger à la tête de la 10e armée américaine . L'état-major de la 10e armée décide le nettoyage systématique des zones denses de population et des pitons difficilement accessibles de toute l'île afin, de repérer et neutraliser des groupes de soldats qui seraient tentés de mener des actions de guérilla contre les forces américaines.
  - Philippines : sur l'île de Luçon, une unité dénommée Task Force Gipsy, constituée par le lieutenant-général Joseph M. Swing,commandant de la 11e division aéroportée (États-Unis); comprenant le 1er bataillon du 511e régiment parachutiste et les compagnies G et I du 2e bataillon du même régiment, une batterie d'artillerie du 457e bataillon d'artillerie de campagne parachutiste, une section du génie et des détachements médicaux et de communication; est transportée par cinquante quatre C-47 Skytrain, treize Curtiss C-46, ainsi que par six planeurs Waco CG-4 transportant les jeeps et le ravitaillement; et larguée pour occuper le terrain d'aviation de Camalaniugan, 15 km au sud de Aparri. L'objectif est atteint avec des pertes minimes (2 tués et 17 blessés).
  - Signature du décret de démobilisation de l'Armée rouge par le Présidium de l'Union soviétique : début des opérations de démobilisation en Union soviétique.

- 24 juin
  - Parade de la victoire de l'Armée rouge à Moscou, commandée par Constantin Rokossovski.

- 25 juin :
  - Indes néerlandaises: sur la côte orientale de Bornéo, dans la province du Kalimantan oriental; déclenchement d'un bombardement naval, préparatoire à un débarquement, contre Balikpapan, par une escadre alliée constituée par 4 croiseurs US, 2 croiseurs australiens et 13 destroyers aux ordres du vice-amiral Daniel E. Barbey.
  - Sarawak: Les forces australiennes occupent la totalité du champ pétrolifère de Miri.
  - Italie : Arrestation à Fasano par les Britanniques de Joseph Darnand, ancien chef de la Milice et ancien secrétaire d'Etat à l'Intérieur dans le gouvernement de Pierre Laval.

- 26 juin :
  - Signature de la Charte des Nations unies à San Francisco.
  - Japon : 510 B-29 escortés par 148 P-51 furent envoyés contre neuf usines dans le sud de Honshu et à Shikoku. Les épais nuages poussèrent de nombreux bombardiers à attaquer des cibles d'opportunité individuellement ou en petits groupes et les installations ciblées furent relativement épargnées.
  - Philippines : Sur l'île de Luçon, la "Task Force Gipsy", unité parachutiste de la 11e division aéroportée (États-Unis), fait la jonction avec des unités de la 37e division américaine, à Gattaran. Les unités japonaises, survivantes,environ 50 000 soldats, se sont repliées dans la Sierra Madre (Philippines) et sont encerclées par les troupes américaines et de la résistance philippine.
  - Japon : Début d'une série de raids aériens nocturnes de B-29 contre des raffineries de pétrole.

- 28 juin :
  - Bombardements nocturnes des villes de Moji-ku, Nobeoka, Okayama et Sasebo.
  - Philippines: sur l'île de Luçon, le général Mac Arthur annonce officiellement la fin de la Bataille de Luçon (Philippines), qui a débuté le 9 janvier. La 8e armée (États-Unis) est chargée de ratisser l'île et de détruire les deux principales poches de résistance japonaise ; à savoir, celle de la Sierra Madre (Philippines) où se trouvent environ 11 000 hommes, et celle de Ifugao-Bontoc où il reste environ 12 000 hommes. Dans les faits; ces opérations sont laissées aux forces de la Résistance philippine.

- 29 juin :
  - Opération Downfall: L'Opération Downfall (« opération Chute, ou Effondrement » par traduction littérale en français) est le nom de code d'un plan militaire allié de la Seconde Guerre mondiale, prévoyant l'invasion du Japon. Cette opération fut annulée à la suite de la capitulation du Japon après les bombardements atomiques de Hiroshima et Nagasaki et l'entrée en guerre de l'Union soviétique contre le Japon. L'opération Downfall comprenait deux phases : l'opération Olympic et l'opération Coronet. Prévue pour débuter à partir du 1er novembre 1945, l'opération Olympic consistait en l'invasion du sud de l'île la plus méridionale du Japon, Kyūshū, en utilisant l'île d'Okinawa, récemment envahie, comme base avancée. Quelques mois plus tard, à compter du 1er avril 1946, l'opération Coronet consistait en l'invasion de la plaine de Kantō, près de Tokyo, sur l'île de Honshū. Les bases aériennes de Kyūshū, prises lors de l'opération Olympic, auraient alors permis un soutien aérien important à l'opération Coronet.

- 30 juin :
  - Okinawa : fin des opérations de nettoyage par les américains sur l'île. Depuis le 23 juin, 2902 soldats japonais ont été capturés et 8975 tués.